# Aknalich
Aknalich (in armeno Ակնալիճ?; precedentemente Aygerlich) è un comune dell'Armenia di 2 903 abitanti (2010) della provincia di Armavir. Il paese si trova sulle rive di un lago (da cui prende il nome) che la separa dal paese di Metsamor.